# Cupçac
Cubzac deus Ponts (en francès Cubzac-les-Ponts) és un municipi francès situat al departament de la Gironda i a la regió de la Nova Aquitània.

## Demografia
| 1962                                       | 1968 | 1975  | 1982  | 1990  | 1999  | 2007  |
| ------------------------------------------ | ---- | ----- | ----- | ----- | ----- | ----- |
| 884                                        | 987  | 1.115 | 1.398 | 1.701 | 1.788 | 1.927 |
| Des de 1962: població sense dobles comptes |      |       |       |       |       |       |

## Administració
| Període   | Identitat      | Partit |
| --------- | -------------- | ------ |
| 1947-1977 | Marcel Lagarde |        |
| 1977-2008 | Guy Lagarde    | PS     |
| 2008-     | Alain Tabone   | PS     |